# Uniwersytet WSB Merito Opole
Uniwersytet WSB Merito we Wrocławiu Filia w Opolu(Uniwersytet WSB Merito Opole) – jednostka dydaktyczno-naukowa wrocławskiego Uniwersytetu WSB Merito utworzona w Opolu w roku 2007. Uniwersytet WSB Merito Opole należy do Grupy WSB Merito, których oferta i sposób organizacji studiów skierowane są przede wszystkim do osób łączących naukę i pracę. Prowadzi kształcenie na studiach I stopnia (licencjackich i inżynierskich), studiach II stopnia (magisterskich), studiach jednolitych magisterskich oraz studiach podyplomowych i studiach MBA. 

## Władze
- Rektor (Wrocław) – prof. dr hab. inż. Jacek Mercik
- Kanclerz (Wrocław) – dr Joanna Nogieć
- Wicekanclerz (Opole) – Małgorzata Jagusch
- Dziekan (Opole) – dr Katarzyna Mizera

## Kształcenie
Obecnie Uniwersytet WSB Merito w Opolu daje możliwość podjęcia nauki na kilku kierunkach na studiach I i II stopnia:
- studia I stopnia (studia licencjackie)
  - Administracja i bezpieczeństwo wewnętrzne
  - Dietetyka
  - Finanse i rachunkowość
  - Media i komunikacja w biznesie
  - Pedagogika
  - Prawo w biznesie
  - Zarządzanie
  - studia I stopnia (studia inżynierskie)
    - Inżynieria zarządzania
    - Logistyka
- studia II stopnia (studia uzupełniające magisterskie)
  - Administracja i bezpieczeństwo wewnętrzne
  - Finanse i rachunkowość
  - Pedagogika
  - Zarządzanie
  - Zarządzanie w formule on-line

- studia II stopnia ze studiami podyplomowymi (studia uzupełniające magisterskie)
  - Administracja i bezpieczeństwo wewnętrzne
  - Finanse i rachunkowość
  - Zarządzanie
- studia jednolite magisterskie
  - Psychologia

Uczelnia prowadzi również studia podyplomowe, studia MBA, kursy i szkolenia specjalistyczne oraz kursy językowe.

## Działalność studencka
- Samorząd Studencki WSB Merito Opole
- Koło Naukowe SKN OnPoint Merito Opole
- Koło Naukowe Integracja Uniwersytetu WSB Merito Opole im. Floriana Skarbka
- Koło Naukowe Bezpieczeństwo Merito Opole
- Koło Naukowe Inżynierów WSB Merito Opole
- Koło Naukowe Finansistów WSB Merito Opole
- Koło Naukowe Studentów Psychologii WSB Merito Opole